# BRMalls
A BRMalls, estilizada como brMalls, foi uma empresa do ramo de administração de shopping centers, com participação em 31 destes, em todas as regiões do Brasil. A empresa foi fundada em 2006, após parceria da GP Investimentos e Equity International na aquisição das empresas ECISA, Dacom e Egec.
Em 2022, a Aliansce Sonae e a BRMalls anunciaram que iriam se fundir. Em 6 de janeiro de 2023 foi anunciado que a companhia passou a ser subsidiária integral da Aliansce Sonae em virtude da conclusão da combinação das empresas.As ações da companhia deixaram de ser negociadas na bolsa em 09 de Janeiro de 2023.
Sete meses após a fusão entre a Aliansce Sonae e brMalls, a marca ALLOS foi lançada em agosto de 2023. A combinação de negócios resultou na maior plataforma de shopping centers do Brasil.

## Shoppings
Estes são alguns shopping centers que foram administrados pela BR Malls.

### Região Sudeste
- NorteShopping - Rio de Janeiro/RJ
- Shopping Tijuca - Rio de Janeiro/RJ
- Plaza Shopping Niterói - Niterói/RJ
- Shopping Vila Velha - Vila Velha/ES
- Shopping Del Rey - Belo Horizonte/MG
- Shopping Estação BH - Belo Horizonte/MG
- Center Shopping Uberlândia - Uberlândia/MG
- Independência Shopping - Juiz de Fora/MG
- Shopping Jardim Sul - São Paulo/SP
- Shopping Eldorado - São Paulo/SP (com a Gazit Brasil)
- Shopping Villa Lobos - São Paulo/SP
- Shopping Metrô Santa Cruz - São Paulo/SP
- Mooca Plaza Shopping - São Paulo/SP
- São Bernardo Plaza Shopping - São Bernardo do Campo/SP
- Shopping Tamboré - Barueri/SP
- Shopping Piracicaba - Piracicaba/SP

### Região Sul
- Shopping Curitiba - Curitiba/PR
- Shopping Estação - Curitiba/PR
- Catuaí Shopping Londrina - Londrina/PR
- Londrina Norte Shopping - Londrina/PR
- Catuaí Shopping Maringá - Maringá/PR
- Shopping Villagio Caxias - Caxias do Sul/RS

### Região Centro-Oeste
- Goiânia Shopping - Goiânia/GO
- Shopping Campo Grande - Campo Grande/MS
- Estação Cuiabá - Cuiabá/MT

### Região Norte
- Amazonas Shopping - Manaus/AM

### Região Nordeste
- Rio Anil Shopping - São Luis/MA
- Shopping Recife - Recife/PE (com o Grupo JCPM)